# Фридрих Иосия (принц Саксен-Кобург-Готский)
Фридрих Иосия, принц Саксен-Кобург-Готский (полное имя — Фридрих Иосия Карл Эдуард Эрнст Кирилл Харальд; нем. Friedrich Josias Carl Eduard Kyrill Harald Prinz von Sachsen-Coburg und Gotha; 29 ноября 1918, Калленбергский замок — 23 января 1998, Амштеттен) — глава герцогского дома Саксен-Кобург и Гота (6 марта 1954 — 23 января 1998).

## Биография

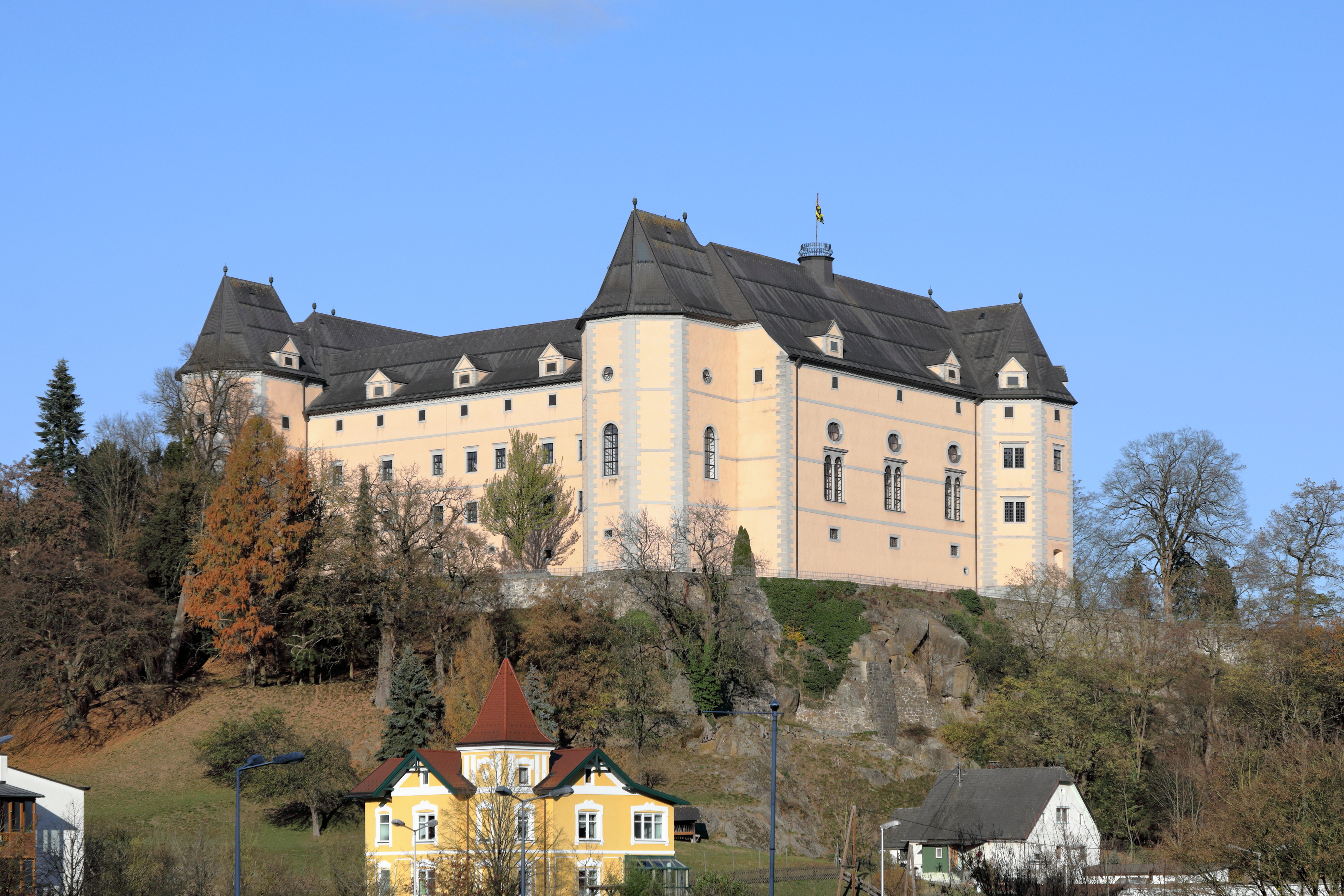
Замок Грайнбург, Грайн, Верхняя Австрия, Австрия

Родился в замке Калленберг в Кобурге. Младший (третий) сын Карла Эдуарда (1884—1954), последнего правящего герцога Саксен-Кобург-Готского (1900—1918), и принцессы Виктории Аделаиды Шлезвиг-Гольштейн-Зондербург-Глюксбургской (1885—1970). Старшие братья — Иоганн Леопольд, наследный принц Саксен-Кобург-Готский (1906—1972), и принц Губерт (1909—1943).
14 ноября 1918 года в ходе Ноябрьской революции в Германии герцог Карл Эдуард Саксен-Кобург-Готский вынужден был отказаться от герцогского престола.
В 1938 году принц Фридрих Иосия вступил в ряды Вермахта, участвовал в оккупации Чехословакии, Польши и Франции. В 1941 году он участвовал в военных действиях против Югославии и Советского Союза. Зимой 1941 года принц серьезно заболел. После выздоровления в чине оберлейтенанта сражался на Кавказе. В 1944 году принц Фридрих Иосия в чине офицера-ординарца генерал-фельдмаршала Эрвина Роммеля служил на французском побережье. В июне 1944 году принц служил в Дании под командованием генерала Германа фон Ханнекена, в мае 1945 года попал в плен к англичанам, но был освобожден осенью того же года.
Принц Фридрих Иосия, будучи третьим и младшим из сыновей герцога Карла Эдуарда Саксен-Кобург-Готского, не мог рассчитывать на то, чтобы стать главой герцогского дома Саксен-Кобург-Гота. Наследный принц Иоганн Леопольд (1906—1972), старший сын Карла Эдуарда, дважды состоявший в морганатических браках, в 1932 году отказался от своих прав на герцогский титул. Принц Губерт (1909—1943), второй сын Карла Эдуарда, погиб в бою на Украине в 1943 году, не оставив детей.
В 1946 году принц Фридрих уехал из Германии в Швецию к своей сестре Сибилле, супруге шведского принца Густава-Адольфа. С 1946 года он стал работать в шведской судоходной компании «Johnson Line AB», с 1948 года — в компании «W. R. Grace & Co» в Сан-Франциско (США). В 1951 году принц работал на пароходстве в Сантусе (Бразилия), а в 1952 году он вернулся в Германию и работал в Гамбургском офисе судоходной компании.
6 марта 1954 года, после смерти своего отца Карла Эдуарда, принц Фридрих Иосия стал новым главой дома Саксен-Кобург-Гота и титулярным герцогом Саксен-Кобург-Готским.
С 1958 года принц вновь работал в шведской компании «Johnson Line AB» в Буэнос-Айресе. В 1964 году принц вернулся в Германию, вначале три года жил в Гамбурге, затем с 1967 года — в Кобурге, а затем перебрался в город Грайн в Австрии.
23 января 1998 года 79-летний Фридрих Иосия Саксен-Кобург-Готский скончался в больнице Амштеттена. Он был похоронен в замке Коллеберг в Кобурге. Его титул и имущество унаследовал его старший сын, принц Андреас.

## Браки
25 января 1942 года в Касселе Фридрих Иосия женился первым браком на своей кузине, графине Виктории Луизе Сольмс-Барутской (1921— 2003), единственной дочери графа Ганса Сольмс-Барутского (1893—1972) и принцессы Каролины Матильды Зондербург-Глюксбургской (1894—1972). Супруги развелись 19 сентября 1946 года. У них был один сын:
- Андреас Саксен-Кобург-Готский (21 марта 1943 — 3 апреля 2025), глава дома Саксен-Кобург-Гота с 1998 по 2025 годы.

14 февраля 1948 года в Сан-Франциско Фридрих Иосия вторично женился на Дениз Генриетте де Мураль (1923—2005). У них родилось трое детей:
- Мария Клаудия Сибилла Саксен-Кобург-Готская (22 мая 1949, Сан-Франциско — 5 февраля 2016), замужем с 1971 года за Гионом Шефером (род. 20 июля 1945), двое детей
- Беатриса Шарлотта Саксен-Кобург-Готская (род. 15 июля 1951, Берн), муж с 1977 года принц Фридрих Эрнст Саксен-Майнингенский (21 января 1935 — 13 июля 2004), двое детей
- Адриан Винценц Эдуард Саксен-Кобург-Готский (18 октября 1955, Кобург — 30 августа 2011, Берн), 1-я жена (1984—1993) Лея Риндеркнехт (род. 5 января 1960), 2-я жена с 1997 года Гертруда Криг (род. 18 марта 1958). Двое сыновей от первого брака.

17 сентября 1964 года Фридрих Иосия и Дениз развелись. 30 октября 1964 года в Гамбурге он в третий раз женился на Катрин Бремме (22 апреля 1940 — 13 июля 2011). Третий брак был бездетным.

## Награды
23 ноября 1988 года принц Фридрих Иосия Саксен-Кобург-Гота за заслуги в реставрации замка Грайнбурга получил звание почетного гражданина города Грайна в Австрии.